# Frans Van Leemputten
Pour les articles homonymes, voir Van Leemputten.
Frans Van Leemputten né le 29 décembre 1850 à Werchter (Belgique) et mort le 26 novembre 1914 à Anvers est un peintre belge.

## Biographie
Frans Van Leemputten est le fils de Jan Frans Van Leeputten, fermier, puis restaurateur de peinture en 1852 à Bruxelles, car il avait une certaine pratique et un vif intérêt pour l'art, et de sa seconde épouse Maria Catharina Van Cleynenbreugel. Son frère Corneille et lui-même furent encouragés par leur père pour s'orienter dans une carrière artistique. En 1855, la famille va brièvement habiter à Anvers où les deux frères suivent les cours de l'Académie royale des beaux-arts de la ville. En 1858, la famille est de retour à Bruxelles où Frans Van Leemputten travaille dans l'atelier de restauration de son père, tout en suivant les cours du soir à l'Académie royale des beaux-arts de Bruxelles de 1865 à 1873. Il y a pour professeur le peintre Paul Lauters (1806-1875) qui l'encourage à peindre d'après nature plutôt que copier les maîtres anciens.

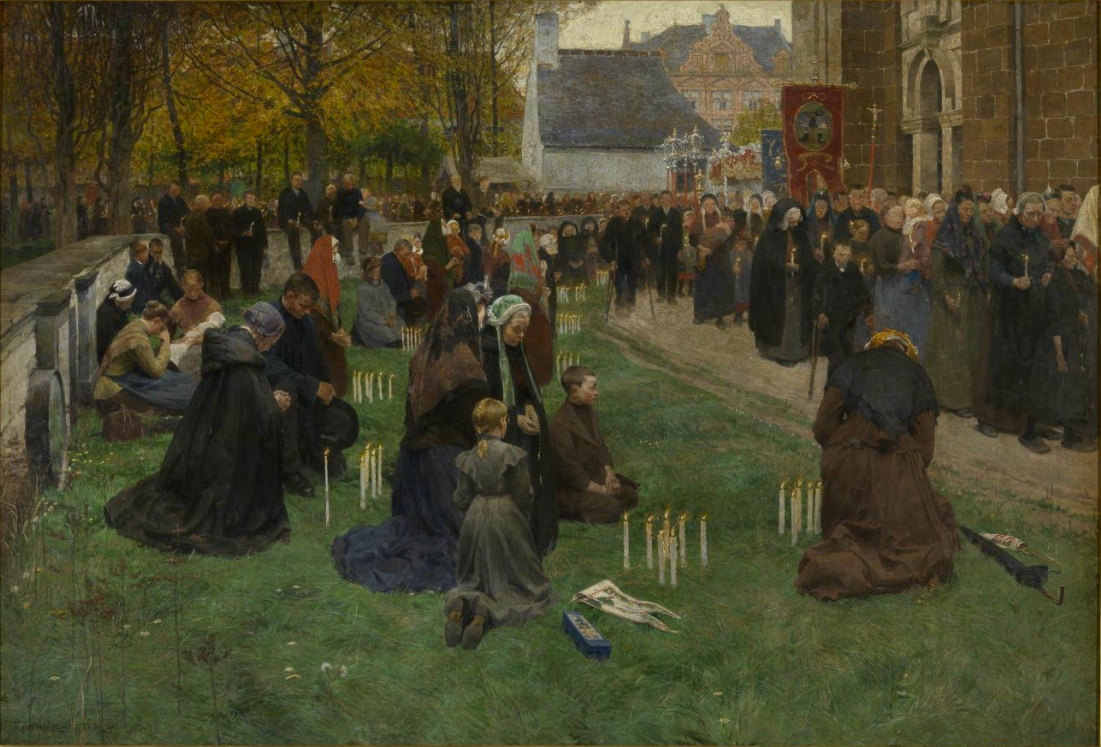
Procession aux bougies à Scherpenheuvel

Influencé par Constantin Meunier (1831-1905) et du paysagiste hollandais Paul Gabriël (1828-1903) — qui vivait alors à Bruxelles — et par la lecture des romans d'Hendrik Conscience (1812-1883) qui vantaient les vertus des paysans de la Campine, Van Leemputten se consacre presque exclusivement à la représentation de cette région et de ses habitants. Il devient membre du club de dessin La Patte de Dindon.
En 1876, il fait ses débuts au Salon de La Chrysalide, groupe qui comprend James Ensor (1860-1949), Louis Artan de Saint-Martin (1837-1890) et Guillaume Vogels (1836-1896). Il rejoint également L'Essor, un groupe qui promeut principalement le réalisme et assiste ses membres financièrement, ainsi que dans l'organisation d'expositions et l'acquisition de matériel. De par son appartenance à ces deux groupes, il était particulièrement lié aux artistes belges les plus progressistes de son époque.
À partir de 1872, il expose au Salon de Bruxelles, puis l'année suivante, au Salon d'Anvers. En 1885, il expose à Paris à la première Exposition internationale de blanc et noir et obtient une médaille d'argent de seconde classe en section Dessin.

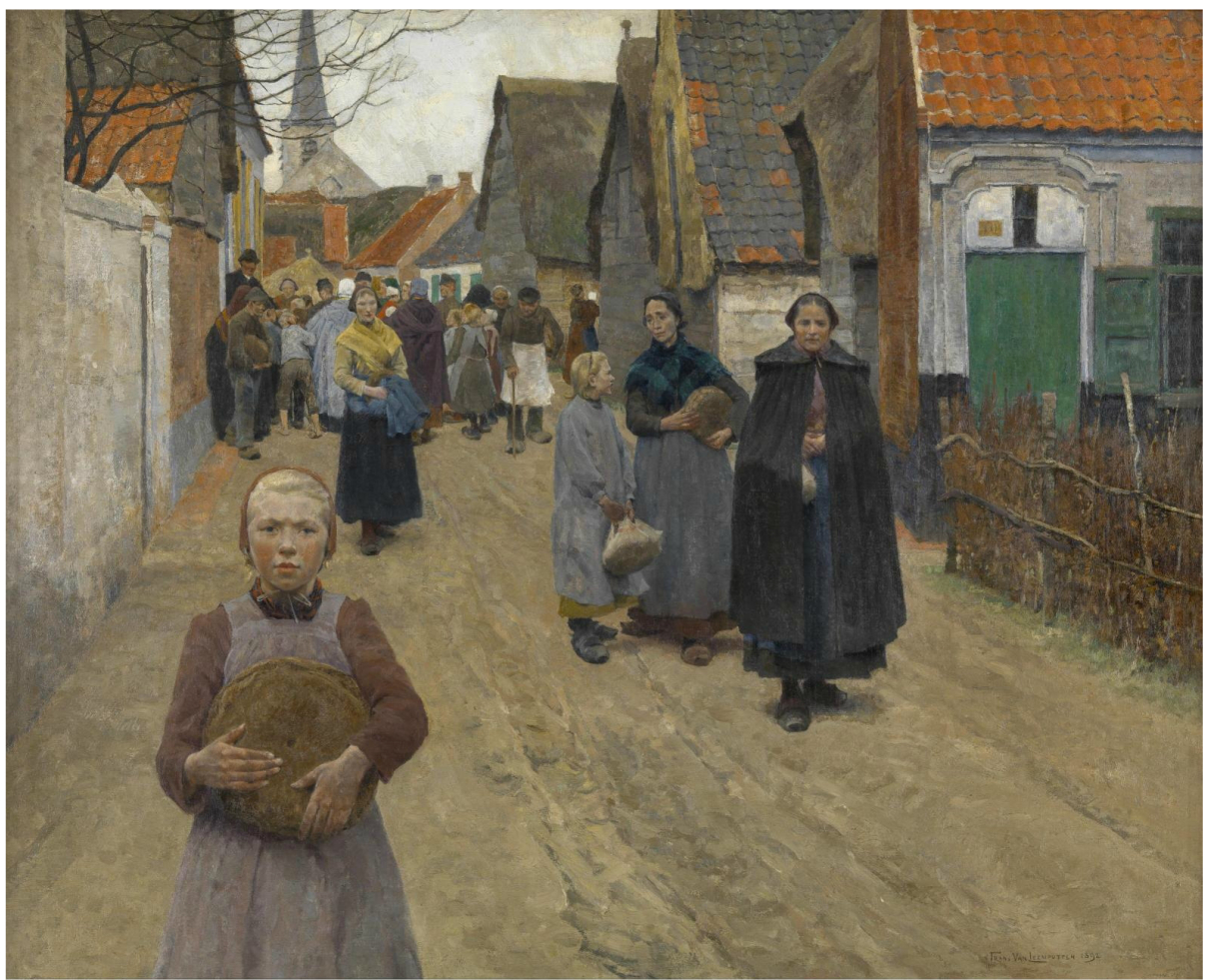
Distribution de pain dans un village

En 1892, il est nommé professeur de peinture d'animaux à l'Académie royale des beaux-arts d'Anvers en remplacement de Charles Verlat (1824-1890).
Il peint les paysages de la Campine, comme Théodore Verstraete (1850-1907).

## Œuvres référencées
- Distribution du pain dans un village, 1892, Bruxelles, musée Leuven.

## Élèves
- Frans Mortelmans
- Jan Van Puyenbroeck
- Achille Van Sassenbrouck
- Frans Slager
- Hendrik Jan Wolter

## Distinctions
- Chevalier de l'ordre de Léopold (16 janvier 1892)[1].
- Grand-croix de l'ordre de Saint-Michel (Bavière)[2].